# Järnvägsbron, Södertälje kanal

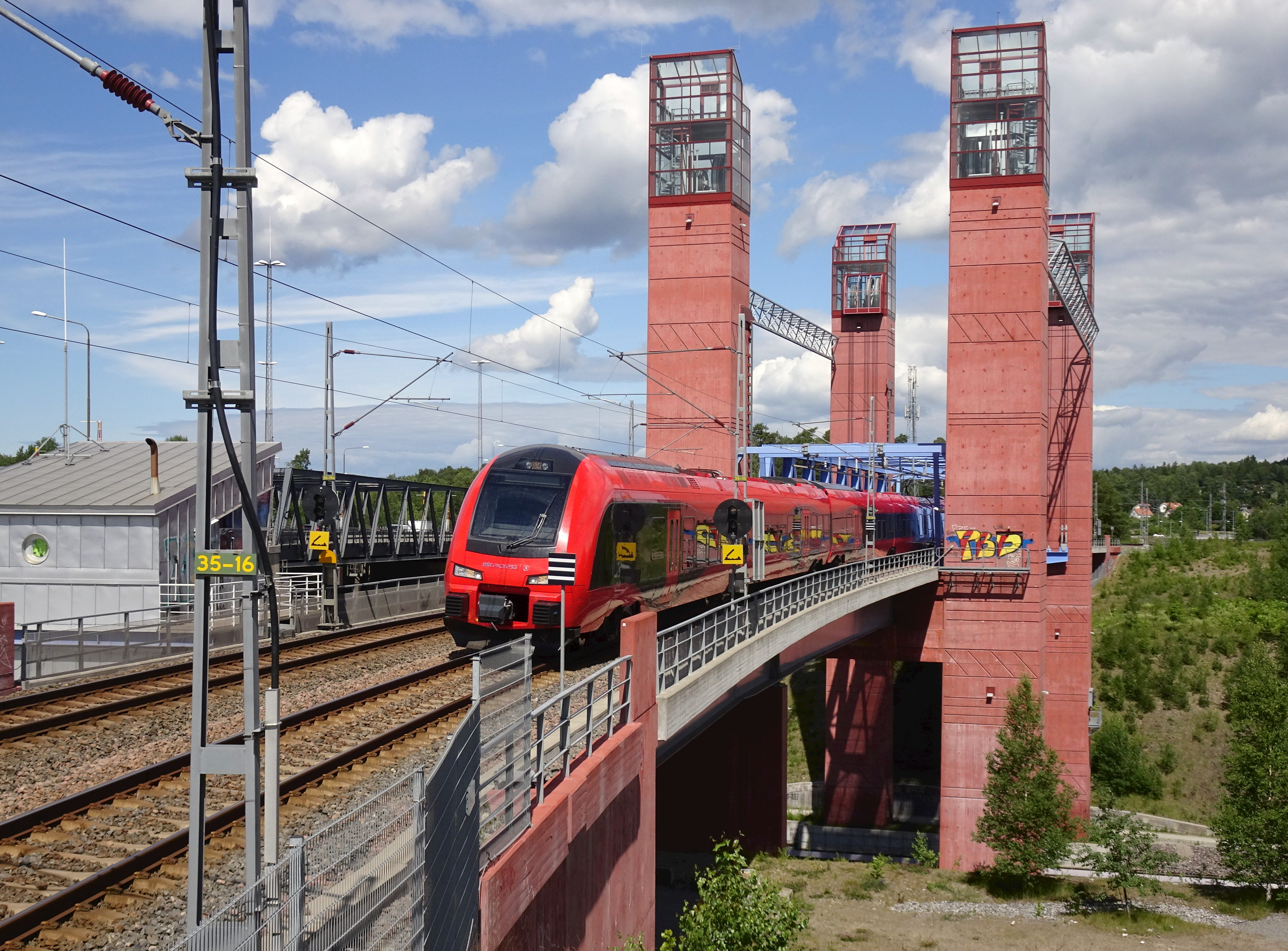
Järnvägsbron sedd från sydöstra brofäste, juli 2017.

Järnvägsbron över Södertälje kanal är en lyftbro i sydöstra delen av Södertälje i Stockholms län, vid Västra stambanan. Den är den tredje järnvägsbron  över kanalen på denna plats. Den första var i trafik 1861–1921, den andra 1921–2010, och den nyaste invigdes i juni 2010. Järnvägsbron har med sin iögonfallande konstruktion och färgsättning blivit prisbelönt och är ett känt landmärke vid motorvägen E4/E20 i Södertälje.

## Första järnvägsbron
Den första järnvägsbron var enkelspårig och stod klar 1858, två år innan Västra stambanan mellan Stockholm och Göteborg öppnade för trafik. Den ursprungliga sträckningen gick 350 meter längre norrut än dagens, några hundra meter söder om där badanläggningen Sydpoolen ligger idag. 
Det rörde sig en svängbro bestående av en fast och en svängbar del som vilade på två murade bropelare klädda i granit. År 1921 fick banan en ny dragning genom Södertälje som ett led i dels utbyggnaden av Södertälje kanal och dels den större dubbelspårutbyggnaden. Ombyggnaden krävde även en ny järnvägsbro. Den gamla stationen, Södertelge öfre, ersattes då av Södertälje södra (senare omdöpt till Södertälje hamn).

### Bilder, första bron

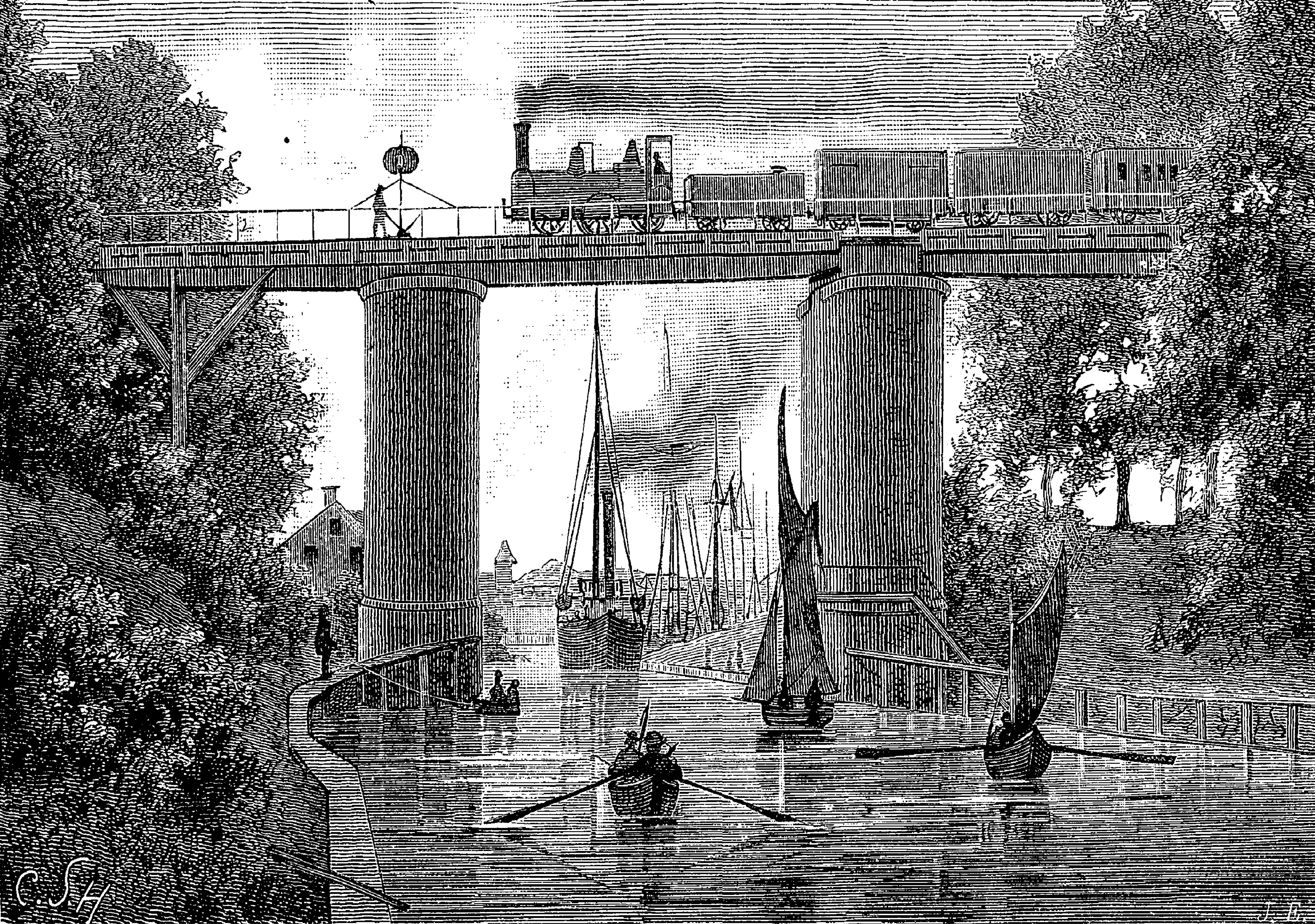
Illustration i Svenska Familj-Journalen, 1881.
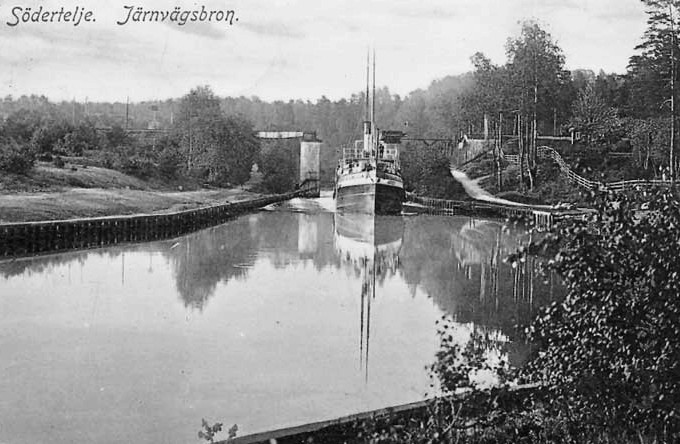
Broöppning, vykort från 1907.
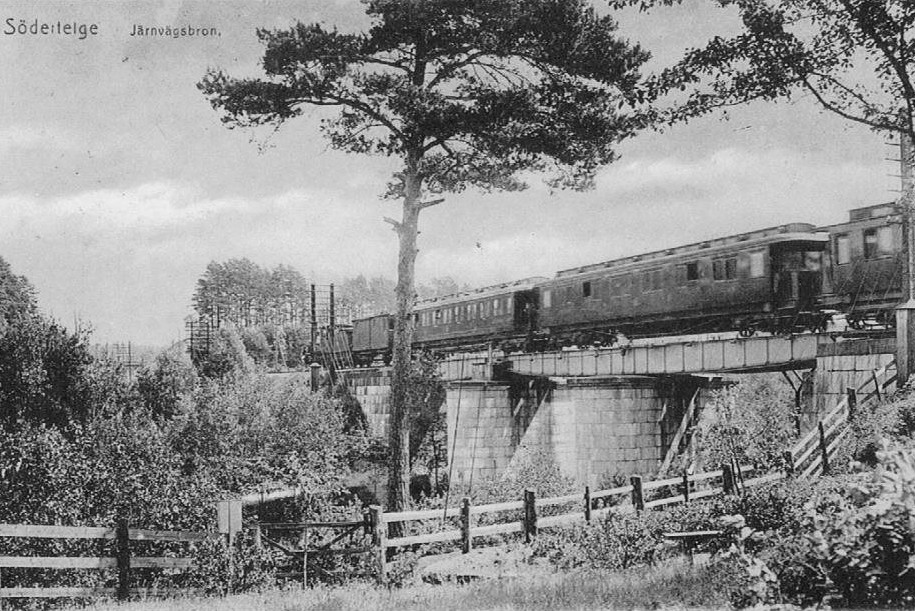
Ett tågsätt passerar bron, cirka 1910.
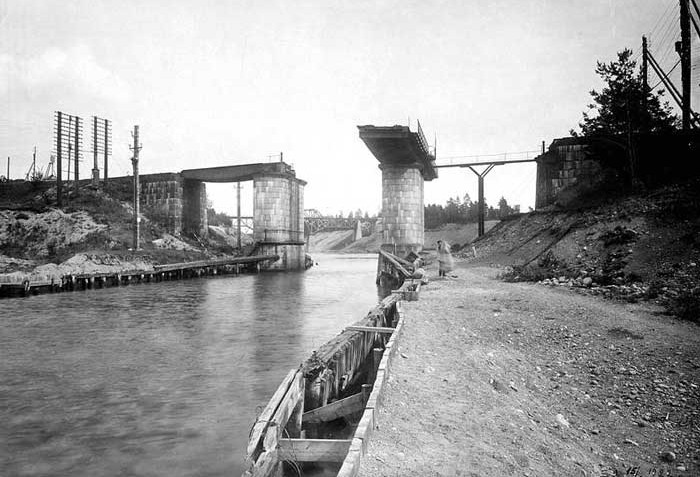
Järnvägsbron strax före rivning med den andra bron i bakgrunden, 1924.

## Andra järnvägsbron
Den andra bron över kanalen blev en dubbelspårig klaffbro och öppnades för trafik i december 1921 i samband med moderniseringen av hela kanalen. Bron hade en klaff som vägde 610 ton. Totala längden var 142,8 meter, klaffspannet var 33 meter och den fria öppningen över kanalen 24 meter. Den segelfria höjden vid högvatten med stängd bro var 26 meter. Den totala vikten var 770 ton. Bredvid de två spåren gick även en gångbana över bron, men denna gångbana stängdes av när Saltsjöbron togs i drift år 2002. Konstruktör och leverantör var AB Lindholmen-Motala, avdelning Motala verkstad.
Konstruktionen vilade på fyra bropelare av betong och bestod av två fasta brodelar med underliggande stålfackverk och en rörlig del (klaffen) med överliggande stålfackverk. Liksom andra broar av detta slag försågs bron med elektrisk drivkraft. Efter nästan 90 år i tjänst uppfyllde den gamla bron inte de krav som idag ställs på järnväg och sjöfart. Den klarade inte heller alltför tunga tåg och större djupgående fartyg hade svårt att passera. Den var även sliten och hade krävt mycket underhåll.

### Bilder, andra bron

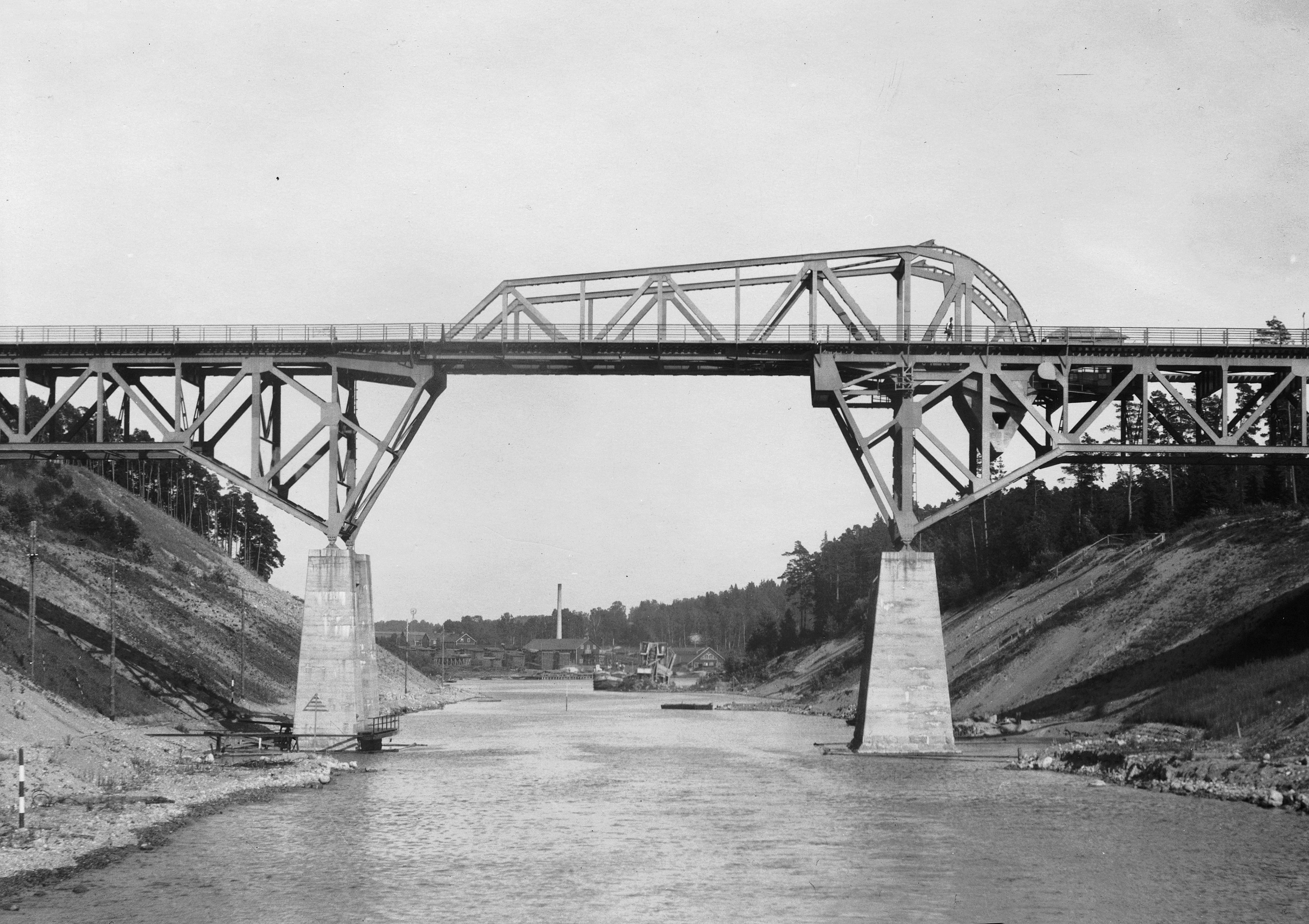
Bron just färdigställd, vy österut, 1921.
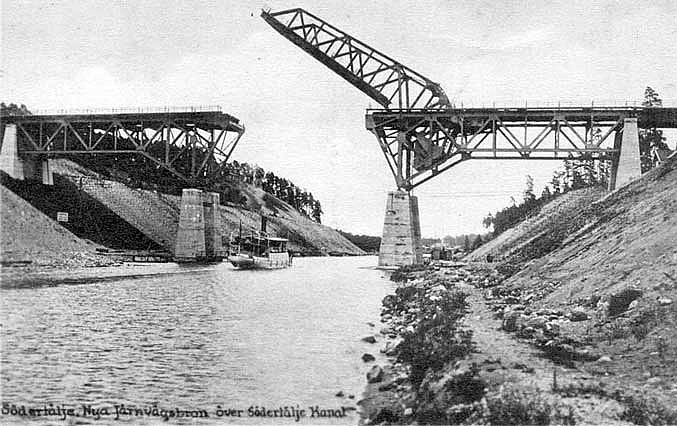
Broöppning på ett äldre vykort.
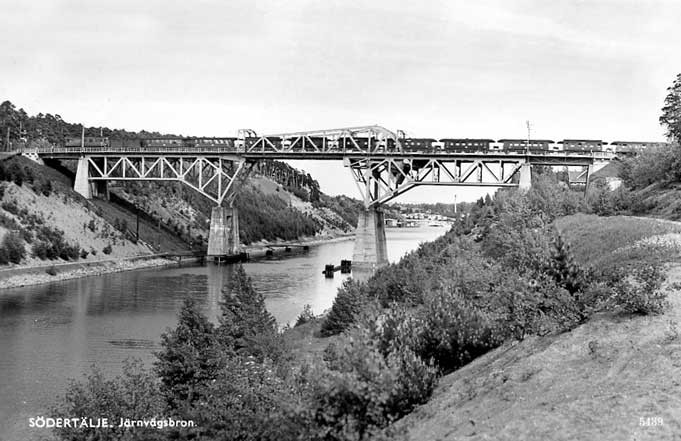
Ett tågsätt passerar bron norr.
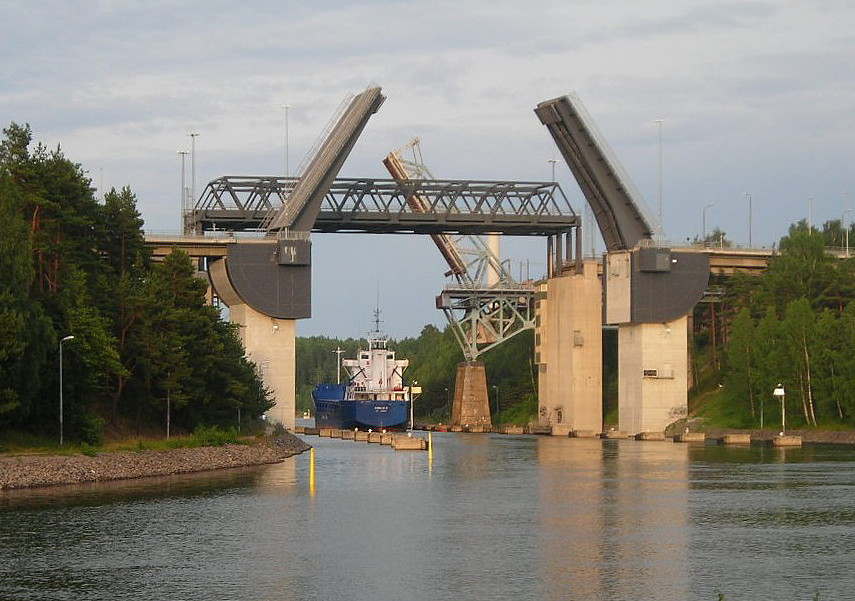
Broöppning juni 2007, andra järnvägsbron syns längst bak.

## Dagens järnvägsbro

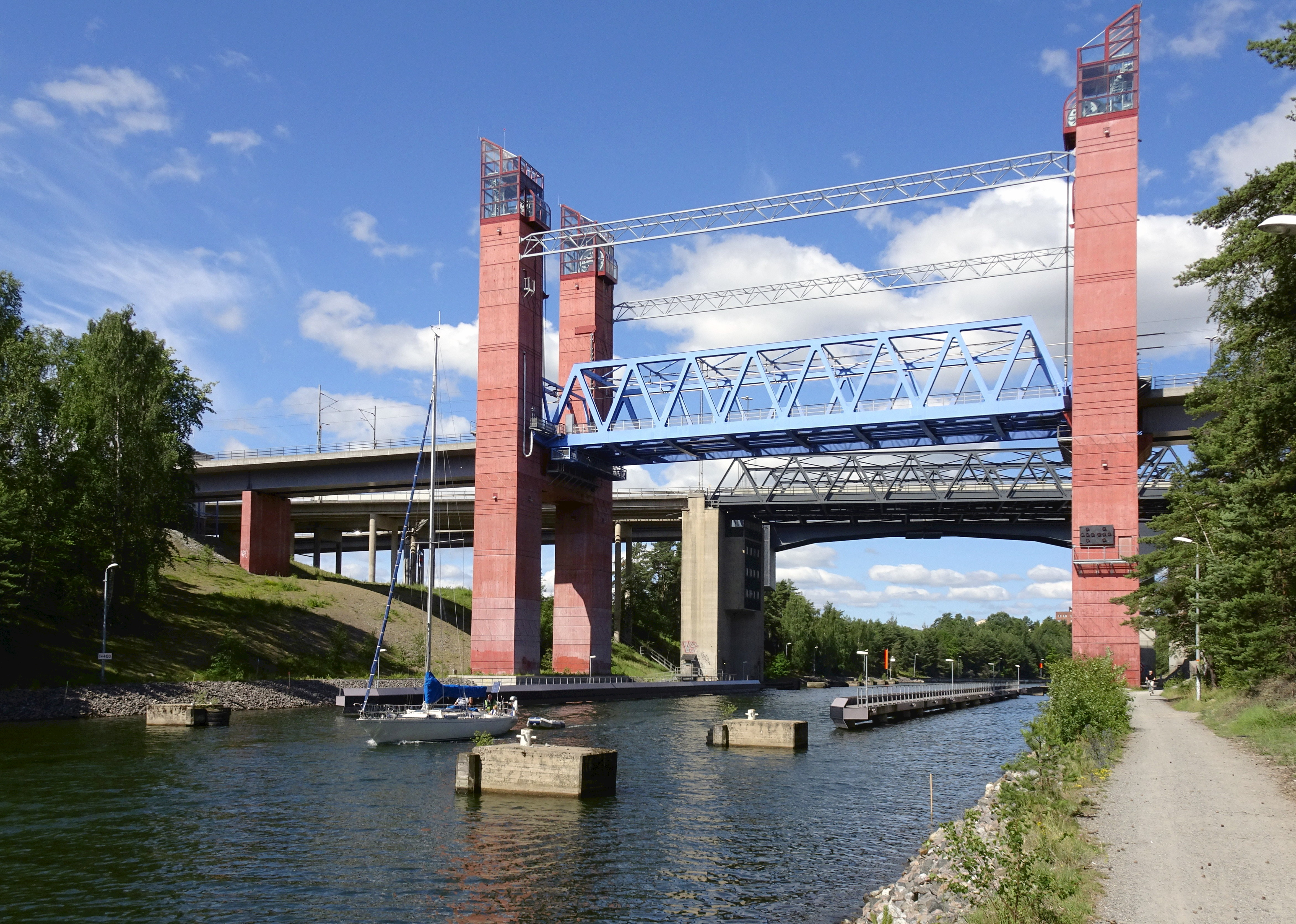
Järnvägsbron (närmast), E4-bron (i mitten) och Saltsjöbron, juli 2017.

Den tredje järnvägsbron konstruerades som en lyftbro och uppfördes mellan 2006 och 2010. Den nya järnvägsbron placerades mellan E4-bron och den gamla järnvägsbron, som sedan revs. Konstruktionslängden är 198 meter och bredden 12,3 meter. Den segelfria höjden när bron ligger i tågtrafikläge (nere) är 26 meter och i maximalt upplyft läge är den segelfria höjden 41,5 meter. Den lyftbara delen är ett 55 meter långt och 420 ton tungt stålfackverk. På 190 sekunder kan den lyftas upp. Tillåten axellast är 30 ton, jämfört med 22,5 ton på den gamla bron.
Den rörliga delen hänger i fyra 60 meter höga pyloner uppförda av rödfärgad betong. Stålfackverket är målat i blå kulör. Brons mekanism drivs från maskinrum placerade inne i respektive tvärbalk mellan brons pylontorn. Pylonernas topp är glasad och gör en del av mekanismen med länktrissor och vajrar synligt. I bron finns ingjutna infästningsdon där man kan låsa bron i ett övre läge. Pylonerna är fasadbelysta och deras yta smyckas med ett grafiskt mönster, som även döljer de nödvändiga gjutfogarna i betongen.
Beställare var Trafikverket och konstruktör Rambøll Danmark A/S, medan MT Højgaard utförde entreprenaden. Stålkonstruktionen för lyftbron konstruerades av Ramböll i Luleå. Den nya bron möjliggör även en framtida breddning av kanalen. Kontraktssumman var 500 miljoner kronor. I juni 2010 invigdes bron och valdes samma år till ”Årets byggnadsverk” i Södertälje. Motiveringen löd:
| ” | Den nya bron har blivit ett landmärke för Södertälje, väl synligt såväl för boende och arbetande i staden som för den som passerar staden via båt eller bil. Den har givits en mycket tilltalande och spännande form och färgsättning som på ett pedagogiskt sätt dessutom förtydligar brodelarnas olika funktioner. På nära betraktelseavstånd framgår att pylonerna av betong har utsmyckats med ett fantasifullt listmönster, kompletterat med band i diagonala mönster, som på ett skickligt och medvetet sätt döljer de nödvändiga gjutfogarna i betongen. | „ |

### Bilder, nuvarande bron, detaljer

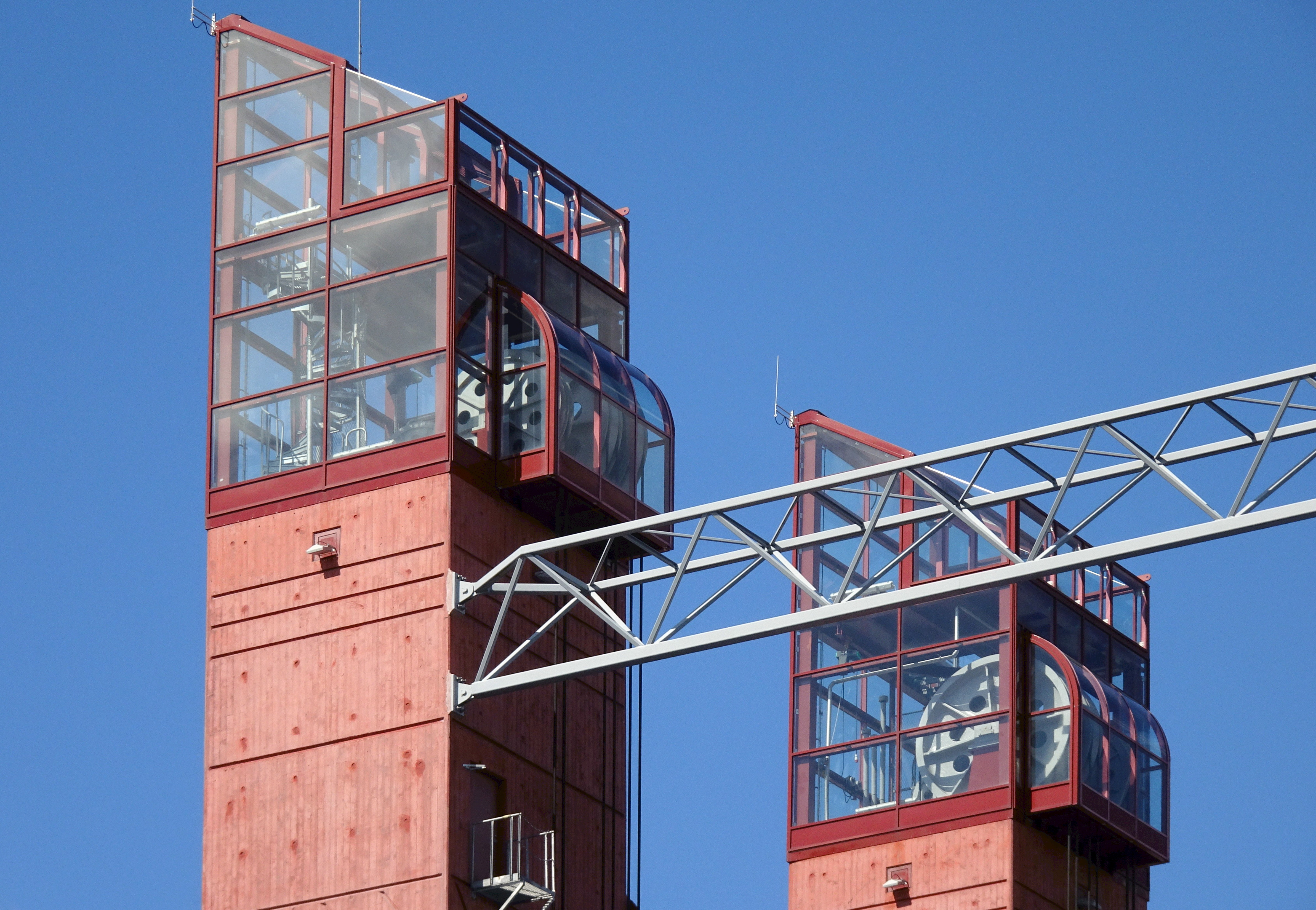
Pylonernas toppar är glasade.
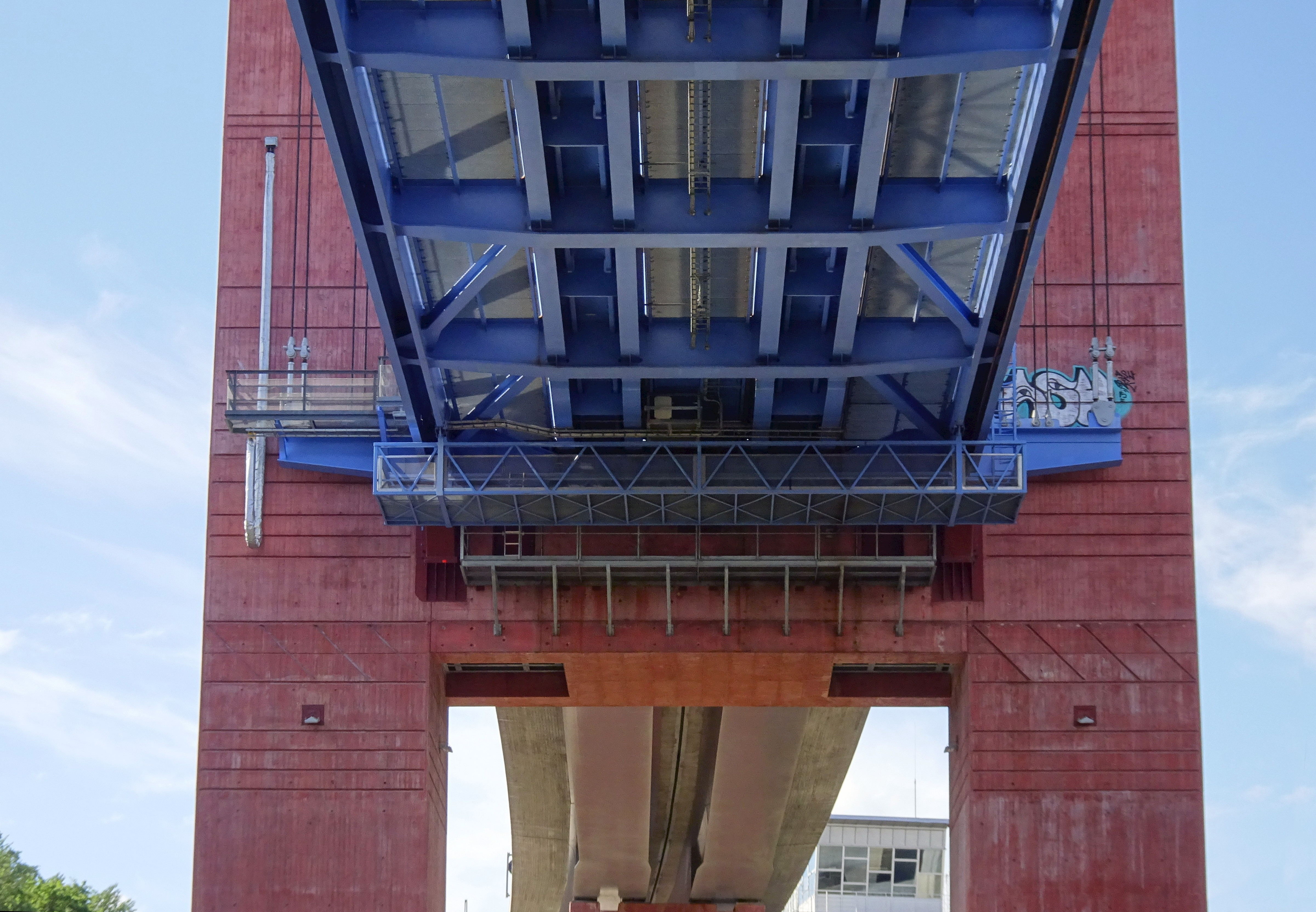
Maskineriet finns i tvärbalken mellan brons pylontorn.
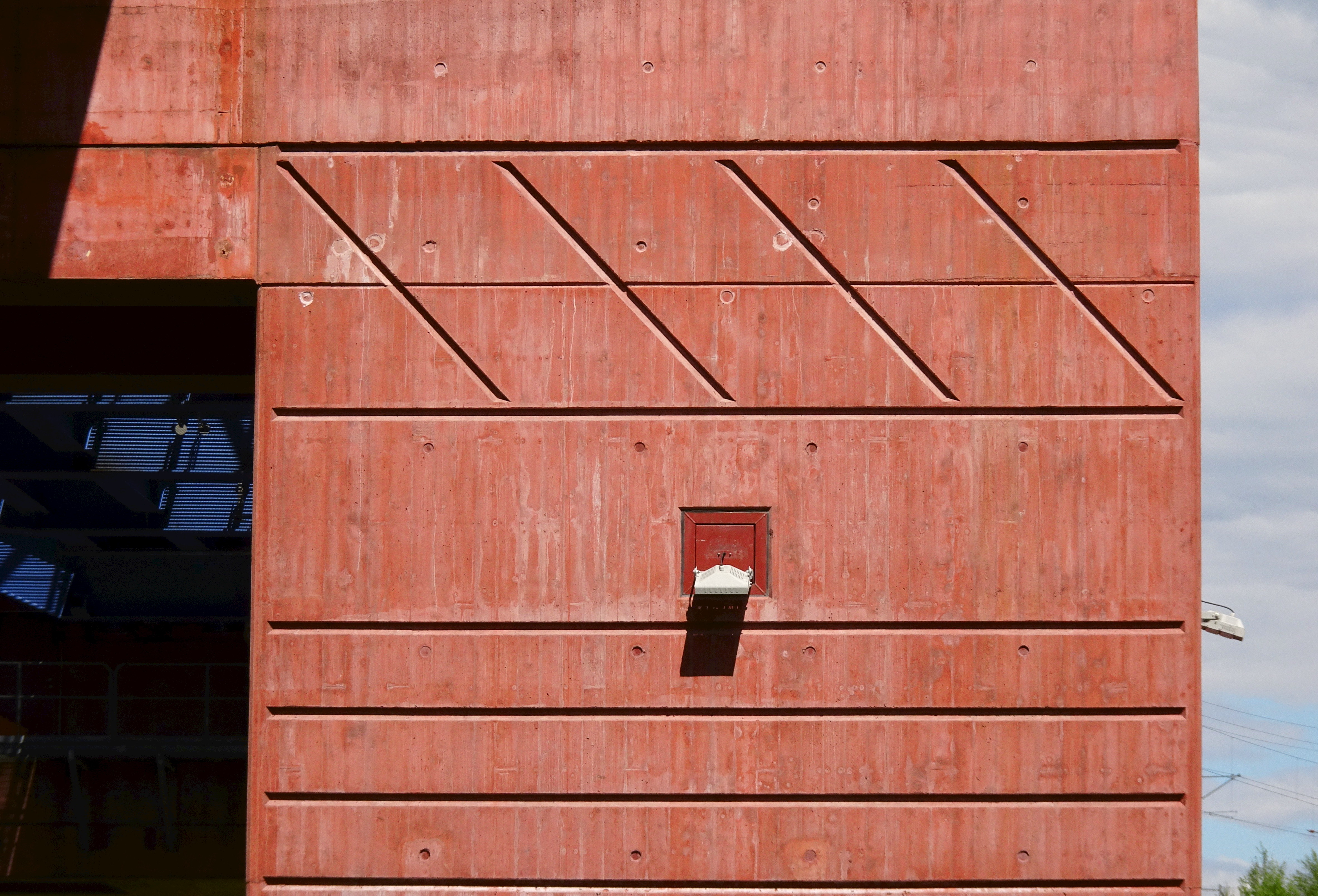
Grafiskt mönster på pylontorn.
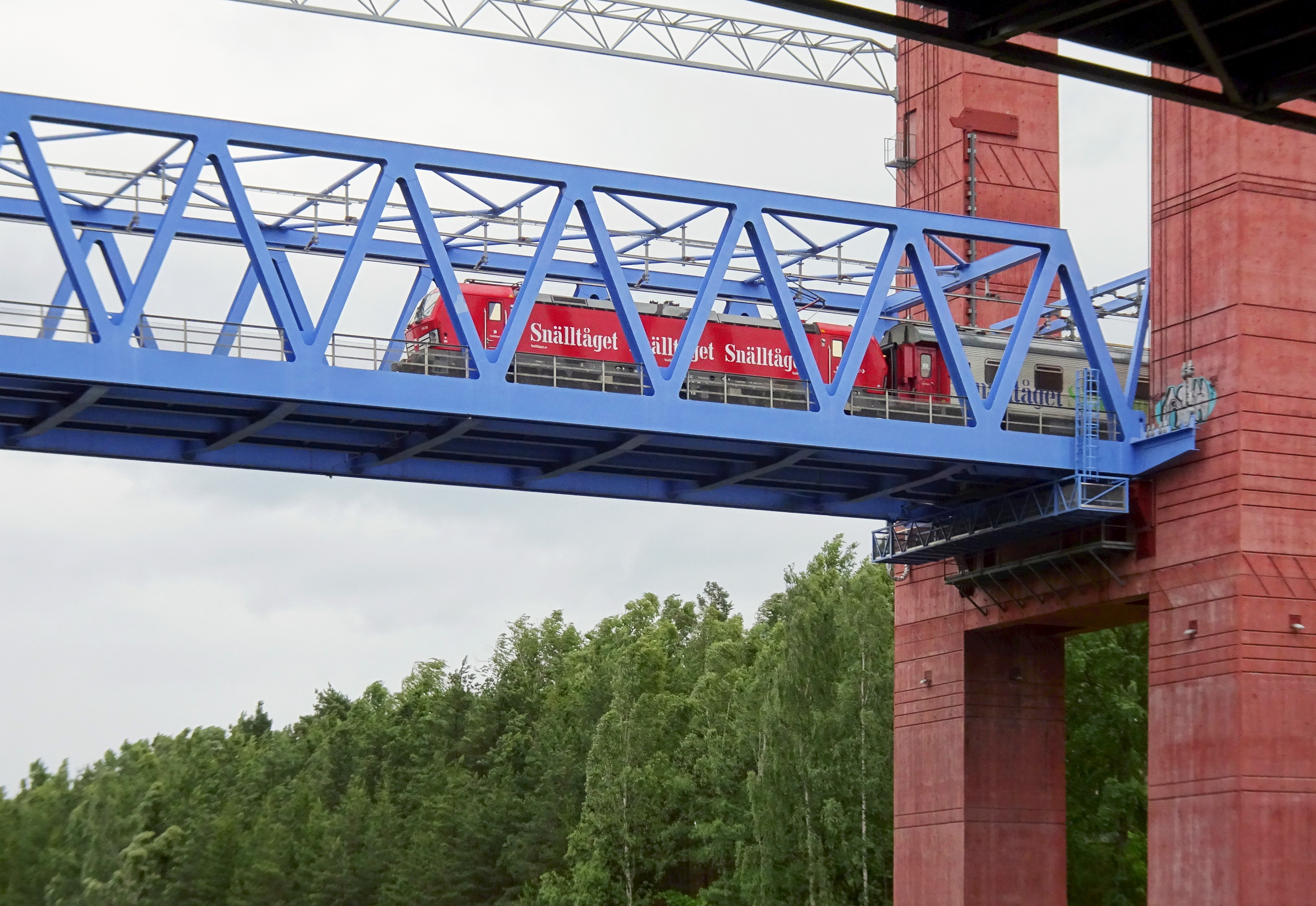
"Snälltåget" på väg mot norr. Detta och övriga fjärrtåg går dock i regel via Igelstabron.